# Wedénaffären
Wedénaffären var en politisk skandal som inträffade i Sverige 1968. Detta år var Folkpartiet största borgerliga parti och Folkpartiets partiledare Sven Wedén statsministerkandidat vid ett eventuellt regeringsskifte.

## Bakgrund
Natten till den 21 augusti 1968 invaderade Sovjetunionen och fyra andra Warszawapaktsstater Tjeckoslovakien och satte stopp för den så kallade Pragvåren. Det skedde efter en lång tid av allt starkare påtryckningar från Moskvas sida gentemot den tjeckoslovakiska stats- och partiledningen. Påtryckningarna skedde parallellt med en militär planering och uppladdning runt Tjeckoslovakiens gränser.
Samtidigt med den pågående politiska och militära uppladdningen runt Tjeckoslovakien besökte den sovjetiske regeringschefen Alexej Kosygin Sverige, 10 juli–13 juli 1968 under inledningen av den svenska valrörelsen. I den gemensamma svensk-sovjetiska kommuniké som publicerades den 13 juli och som var undertecknad av Kosygin och statsminister Tage Erlander uttalade de båda att de var ense om betydelsen av att "utveckla samarbetet mellan alla europeiska stater på grundval av jämlikhet, icke-inblandning i inre angelägenheter, respekt för den statliga suveräniteten och territoriella integriteten samt på grundval av övriga principer i FN:s stadga".
Kort efteråt ökade emellertid Sovjetunionen sina ansträngningar att med militära styrkedemonstrationer förmå ledningen för Tjeckoslovakiens kommunistparti att skärpa presscensuren och på andra sätt återställa det maktmonopol för partiet som rått innan reformpolitiken inleddes i början av året. Dessa militära påtryckningar stod i uppenbar strid mot vad Kosygin utfäst sig till vid mötet i Sverige.

## Wedéns uttalande
I en kommentar den 26 juli sade Folkpartiets partiledare Sven Wedén: "Det skulle stå i god överensstämmelse med den svenska regeringens principiella hållning beträffande uttalanden i betydelsefulla internationella frågor med ideologisk innebörd, om statsminister Tage Erlander och hans kolleger vill göra ett uttalande till stöd för det tjeckoslovakiska folkets självbestämmanderätt. En fortsättning på hittillsvarande tystnad från regeringens sida kan leda till missförståndet att den svenska neutralitetspolitikens innebörd förändrats."
Wedéns uttalande utsatte honom för kritik från den socialdemokratiska parti- och regeringsledningen, som ifrågasatte hans politiska omdöme, en kritik som kom att utgöra ett av huvudinslagen i 1968 års svenska valrörelse. Statsminister Tage Erlander uttalade den 2 augusti: "Wedén har som alltid talat på fel sätt, på fel tidpunkt och på fel plats."
Statsministern fortsatte några dagar senare med att fråga sig: "Hur skulle det se ut om vi mitt under händelserna sa något som betydde att vi inte litade på Kosygins ord? Det skulle möjligtvis Goldwater, Wallace och Wedén kunna göra." Redan dagen därpå fortsatte statsministern med att hänvisa till "avspänningen som nu inträtt i Tjeckoslovakien".
Samtidigt var det sedan några år tillbaka en huvudlinje i svensk utrikespolitisk doktrin, att ett neutralt land med Sveriges ställning hade en särskild förpliktelse att med kraft stå upp till försvar för folkrättens regler, när mindre stater utsattes för rättsstridiga påtryckningar från supermakternas sida. Denna huvudlinje lämnades obeaktad under de veckor då ledningen i Kreml övervägde fördelar och kostnader med en ockupation av Tjeckoslovakien. Efter invasionen den 21 augusti föranledde detta nya frågor om skälen till regeringens tidigare tystnad. 
Utrikesminister Torsten Nilsson meddelade då vid en TV-sänd presskonferens tillsammans med statsministern den 5 september, att han tillställt Sven Wedén en kopia av en "ytterligt hemlig rapport" som innehöll "de direkta bevisen på att det skulle ha försvårat situationen för den tjeckoslovakiska ledningen om vi gjort några uttalanden".
Ambassadör Agda Rössels depesch till utrikesministern den 17 augusti återger uppgifter som hon inhämtat vid samtal med två ledande företrädare för det jugoslaviska utrikesdepartementet. Uppgifterna avsåg vad president Tito fått höra av tjeckoslovakiske partisekreteraren Dubček vid sitt besök i Prag den 9–11 augusti. Redogörelsen fyller sju sidor. Det avsnitt som kom att spela en sådan roll i den svenska debatten omfattar dock bara en enda mening. Det lyder:
| ” | Tjeckerna hade, i lika hög grad som de uppskattat det jugoslaviska och rumänska i olika former och sammanhang uttalade stödet, varit tacksamma över att västvärlden avstått från uttalanden, som kunde gett om än aldrig så litet och klent motiverat berättigande för ingripanden av allvarligaste slag. | „ |

Utrikesministern hemställde att Sven Wedén i egenskap av ansvarig politiker skulle träda fram offentligen och tala om för svenska folket om han även i fortsättningen vidhöll den kritik mot regeringen som han hittills tillåtit sig. Sven Wedén svarade senare samma dag att rapporten enligt hans mening inte innehöll någonting av betydelse för den aktuella frågan. Eftersom handlingen var hemlig, var han emellertid förhindrad att redogöra för skälen till sin bedömning.
Statsminister Erlander riktade kraftiga angrepp mot Sven Wedén för den "omdömeslöshet" som han påstods ha visat genom förslaget om ett svenskt uttalande och för hans "förvillelse" att inte dra sig ur debatten ens när regeringen gett honom chansen genom att tillställa honom "en diplomatisk handling som klart stöder regeringens bedömning". Enligt Erlander hade det inträffade gjort det nödvändigt att "ta en debatt med folkpartiledaren över grundvalarna för vår utrikespolitik" på samma sätt som med Jarl Hjalmarson 1959 vid den så kallade Hjalmarsonaffären. Frågan var ett av huvudämnena under valrörelsens enda duell mellan Erlander och Wedén, en TV-sänd debatt i Stockholms konserthus den 9 september 1968. Hela affären är anmärkningsvärt nog knappt antydd i Tage Erlanders dagböcker, året 1968 tryckt 2015.
Så sent som fyra dagar före invasionen uttalade statsrådet Olof Palme: "Det är bara på den yttersta högerkanten man inte tyckte att vi skulle tiga för det tjeckiska folkets skull." Folkpartiledaren Sven Wedéns agerande ansåg Palme vara "det klumpigaste politiska inhopp som gjorts".
I samband med att regeringen Carl Bildt tog bort hemligstämpeln på UD:s rapport 1994 anförde statsminister Carl Bildt: "Sammanfattningsvis kan man alltså slå fast, att den åberopade uppgiften i ambassadör Rössels rapport saknar varje värde för det syfte i vilket den utnyttjades. När den dåvarande regeringen påstod att den hemligstämplade rapporten innehöll "direkta bevis" på det olämpliga i ett svenskt uttalande till stöd för Tjeckoslovakiens självbestämmanderätt, gav den en felaktig bild av vad rapporten faktiskt innehöll."